# Hydropsyche rhadamanthys
Hydropsyche rhadamanthys is een schietmot uit de familie Hydropsychidae. De soort komt voor in het Palearctisch gebied.
Ze werden voor het eerst beschreven in 2001.